# 小行星6636
小行星6636（英語：6636 Kintanar）是一颗围绕太阳公转的小行星。1988年9月11日，V. G. Shkodrov在斯莫梁发现了此天体。
这颗小行星的绝对星等为215.01671等。